# Église Saint-Michel de la Mosquera
L'église Saint-Michel (catalan : església de Sant Miquel), ou église Saint-Michel-et-Saint-Jean (catalan : església Sant Miquel i Sant Joan), est une église romane située à Encamp, en Andorre,.

## Histoire
Un retable date de la fin du XVIe s. et des peintures romantiques remontent à 1860.